# Brigada dr. Ante Starčević
Brigada dr Ante Starčević bila je brigada Hrvatskog vijeća obrane tijekom rata i poslijeraća u Bosni i Hercegovini. Ime je dobila po hrvatskom političaru Anti Starčeviću.

## Vojna oznaka
Oznaka za rukav je oblika tzv. štita poput lire. Podijeljena je okomito na tri polja kao hrvatska zastava trobojnica. Gornji red je crveni u kojem u dva reda velikim tiskanim slovima piše "brigada" (gornji red) "dr Ante Starčević (donji red). U Donjem redu simetrično, piše "Uskoplje", ukošenim riječima, lijeva na lijevoj strani grba ukošena prema dolje, desna ukošenim slovima prema gore. Oznaku prati oblik središnjeg grba u njoj, veličinom translatiran u manji grb. Proteže se kroz sva tri polja. Ovakav grb uz dodani nadvišeni vodoravni pleter bio je u Hrvatskoj od kolovoza 1990. oznaka za kapu prvih hrvatskih redarstvenika. Koncem 1990. tu oznaku zamijenila je nova. Hrvatske postrojbe u Bosni i Hercegovini usvojile su taj grb početkom 1992. te kao grb Hrvatske zajednice Herceg-Bosne (HZHB), i 28. kolovoza 1993. kao grb Hrvatske Republike Herceg-Bosne. U središnjem štitu u vojnoj oznaci je šahirani uzorak od 25 crvenih i bijelih (srebrnih) polja, koje slijede taj grb. Početno je polje crveno. Unutar šahiranog polja je lik dr. Starčevića prikazan u poprsju. Poslije se rabila istovjetna oznaka s razlikom da je donji natpis bio Uskoplje, po vraćenom imenu općine i mjesta.

## Povijest
Osnovana je 2. kolovoza 1992. godine. Tada HVO još nije bio službeno ni osnovan, a bošnjački političari u Sarajevu su sebe i sve oko sebe uvjeravali kako "rata neće biti". Postrojba je formirana radi obrane od srpskog agresora. 
5. listopada 1992. donesena je odluka da nosi ime dr Ante Starčevića.
3. prosinca 1992. predsjednik HZHB Mate Boban ustrojio je Domobranstvo kao posebni dio oružanih snaga HZHB - Hrvatskog vijeća obrane (HVO). Odigrala je ključnu ulogu na prostoru srednje Bosne.
1992. – 1993. brigada je bila pod nadležnošću Operativne zone Tomislavgrad čiji je zapovjednik bio Željko Šiljeg. Po ustroju 1995. spadala je pod Zborno područje Tomislavgrad.

## Ustroj
Brigada dr Ante Starčević iz Uskoplja bila je organizirana kao brigada domobranstva HVO. Domobranstvo HVO je odlukom o osnivanju ustrojeno na teritorijalnom načelu. Sastav Domobranstva činile su sve pričuvne postrojbe. Organizacijski predložak brigada HVO-a bio je modificirani predložak organizacije pričuvnih brigada tipa "R" u bivšoj JNA. Planski sastav bio je 2841 pripadnik i sukladno tom rasporedu su opremljene. Plansku veličinu gotovo nikad nisu dosegnule. Domobranske brigade bile su lake pješačke brigade. Sastojale su se od tri ili četiri pješačke bojne, uz minimalnu strukturu borbene i logističke potpore. Pješačka bojna (bataljun) sastojala se od pet pješačkih satnija (četa), izviđačkog, protutenkovskog, pratećeg i logističkog voda te komunikacijskog odjela.

## Vanjske poveznice
- HVO[neaktivna poveznica] Uskoplje - Hrvatsko vijeće obrane
- HSP AS  Arhivirana inačica izvorne stranice od 17. svibnja 2016. (Wayback Machine) Vojna oznaka brigade “Dr. Ante Starčević - Gornji Vakuf“ iz Uskoplja , Spomen-obilježje poginulim braniteljima, 14. srpnja 2015.